# Лукьянец, Мефодий Тимофеевич
Мефодий Тимофеевич Лукьянец (1906, село Максимильяновка, Мариупольский уезд, Екатеринославская губерния, Российская империя — неизвестно, Курахово, Покровский район, Донецкая область, Украинская ССР) — председатель колхоза «Червоный прапор» Марьинского района Сталинской области, Украинская ССР. Герой Социалистического Труда (1958).

## Биография
Родился в 1906 году в крестьянской семье в селе Максимильяновка Мариупольского района. После окончания местной школы трудился в сельском хозяйстве до призыва в 1942 году по мобилизации в Красную Армию. С августа 1942 года участвовал в Великой Отечественной войне. Воевал орудийным номером в составе 272-го гвардейского миномётного дивизиона 50-го гвардейского миномётного полка при обороне Северного Кавказа.
В послевоенное время — председатель колхоза «Червоный прапор» Марьинского района. За короткое время вывел колхоз в число передовых сельскохозяйственных предприятий Марьинского района. За получение в 1949 году колхозом в среднем с каждого гектара по 25 центнеров семян подсолнечника награждён Орденом Ленина. По итогам работы в этом же году званием Героя Социалистического Труда были награждены труженики колхоза звеньевые Екатерина Семёновна Полтавская и Иосиф Демидович Ярошенко.
В последующие годы колхоз продолжал показывать высокие результаты в производстве сельскохозяйственной продукции. По итогам Пятой пятилетки (1951—1955) колхоз занял передовое место по урожайности зерновых культур и животноводству среди сельскохозяйственных предприятий Сталинской области. Указом Президиума Верховного Совета СССР от 28 февраля 1958 года удостоен звания Героя Социалистического Труда за «особые заслуги в развитии сельского хозяйства и достижение высоких показателей по производству зерна, сахарной свёклы, мяса, молока и других продуктов сельского хозяйства и внедрение в производство достижений науки и передового опыта» с вручением ордена Ленина и золотой медали «Серп и Молот» (№ 7909).
Этим же указом званием Героя Социалистического Труда были удостоены первый секретарь Марьинского райкома партии Захар Николаевич Глухов, директор Марьинской МТС Иван Титович Горелов, председатель колхоза «Октябрь» Марьинского района Спиридон Ерофеевич Бешуля.
В последующие годы колхозники под его руководством продолжали демонстрировать высокие трудовые результаты в сельскохозяйственном производстве. За выдающиеся трудовые показатели по итогам работы колхоза в годы СемилеткаСемилетки (1959—1965) награждён Орденом Трудового Красного Знамени.
После выхода на пенсию проживал в городе Курахово. С 1968 года — персональный пенсионер союзного значения. Дата смерти не установлена (после марта 1985 года, когда получил Орден Отечественной войны 2-й степени).
Награды
- Герой Социалистического Труда
- Орден Ленина — дважды (02.06.1950; 1958)
- Орден Отечественной войны 2-й степени (11.03.1985)
- Орден Трудового Красного Знамени (30.04.1966)
- Медаль «За отвагу» (16.12.1943)
- Медаль «За оборону Кавказа» (01.05.1944)